# Paul Röhrbein
Paul Oskar von Röhrbein (Charlottenburg, 27 novembre 1890 – campo di concentramento di Dachau, 1º luglio 1934) è stato un militare tedesco.
Assieme ad Ernst Röhm e Karl Ernst faceva parte della cosiddetta "triade omosessuale" posta ai vertici della gerarchia delle SA; è stato una delle vittime dell'epurazione passata alla storia col nome di notte dei lunghi coltelli.

## Biografia

### Giovinezza e guerra
Figlio di un direttore ferroviario, dopo la scuola decide d'intraprendere la carriera militare nell'esercito prussiano, dove riesce a raggiungere il grado di capitano. Al termine della prima guerra mondiale lascia l'esercito e per qualche anno di lui si perdono completamente le tracce.

### Repubblica di Weimar
A metà degli anni '20 entra nell'organizzazione paramilitare di destra "Frontbann" fondata da Röhm, con il quale avrebbe anche avuto una relazione sentimentale; allo stesso tempo alcune voci hanno affermato che Röhrbein fosse il rappresentante ufficiale di Erich Ludendorff a Berlino.
Avuto il compito di addestratore delle reclute nelle formazioni ginniche dell'organizzazione, sceglie come suo assistente il giovane Karl Ernst il quale in seguito diverrà il capo delle SA nelle sezioni di Berlino-Brandeburgo. Ad Ernst, che ha intrapreso una relazione sessuale duratura con Röhrbein, viene presto dato il soprannome di "Mrs. Röhrbein" o "Signora von Röhrbein".
Si sostiene che fosse abituale frequentatore dei bar gay della capitale tedesca di quegli anni (il "Kleist-Kasino", l'"Internationalen Diele" e il "Silhouette"), cliente assieme all'amico Röhm per usufruire dell'ampia prostituzione maschile disponibile. Ad Adolf Hitler capitò di riconoscere il suo valore come soldato, anche se non era abbastanza buono per il Partito Nazionalsocialista Tedesco dei Lavoratori.
Dopo che Röhm assume la leadership militare delle SA nel 1931, entra a far parte della cerchia a lui più vicina; con lo stesso Ernst e Edmund Heines sono stati considerati il nucleo della "Homosexuellenriege" (banda degli omosessuali) presente all'interno della formazione. Non riesce nonostante tutto a soddisfare l'ambizione di diventare, come vorrebbe tanto, il direttore della scuola di formazione per l'elite della SA a Monaco di Baviera.
Il 27 giugno 1931 scoppia uno scandalo quando il gruppo facente capo a Walter Stenner, fomentatore di una rivolta interna al partito, si scontrano proprio con la "banda degli omosessuali" in seno alle SA; circondato l'edificio in cui si trovavano tutti, vengono fatti prigionieri ed insultati al grido di "cagne/maiali froci": Röhm deve far intervenire la milizia perché venga a liberarli. Ancora nel 1932 un ex-dirigente delle SA accusa di fronte ad Hitler Ernst e Röhrbein di avere una relazione omosessuale illegale.

### Governo nazista e morte
Nella primavera-estate 1933 Röhrbein rimane detenuto in custodia cautelare per motivi rimasti sconosciuti.
Nella letteratura pubblicata in connessione con questo arresto vi sono state diverse dichiarazioni e versioni dei fatti che però non sono mai state provate: Röhrbein sarebbe stato collegato all'incendio del Reichstag avvenuto nel febbraio 1933: potrebbe anche essere stato un membro della truppa che, attraverso un tunnel sotterraneo, sarebbe entrato nel Parlamento con l'intenzione di incendiarlo. Si è inoltre espresso il sospetto che Röhrbein avesse assassinato il politico del Partito Popolare Nazionale Tedesco Ernst Oberfohren.
L'ultimo anno della sua vita lo passa come prigioniero in attesa di giudizio, prima nella prigione di Stadelheim e poi nel campo di concentramento di Dachau; qui tenta il suicidio tagliandosi i polsi ma viene salvato.
La notte del 1º luglio 1934, Röhrbein è stato ucciso insieme a quattro altri detenuti in "custodia cautelare" dalle SS durante l'operazione denominata notte dei lunghi coltelli eseguita contro i dirigenti delle SA. Non è chiaro se il suo omicidio sia stato ordinato direttamente da Berlino o se si è trattato di una iniziativa personale del direttore campo, Theodor Eicke.
Nel suo testamento, firmato il 20 gennaio 1934, designa suoi eredi lo studente Herbert Schade e la scuola secondaria Schiller di Berlino. Dopo che la scuola rifiuta l'eredità, questa è passata interamente a Schade nel 1937, dopo un lungo processo in cui un terzo dell'eredità era stata considerata illegale ai sensi del paragrafo 175, essendo basata su una relazione omosessuale immorale. L'argomento però è stato respinto dal tribunale distrettuale di Berlino.